# Endlich (Album)

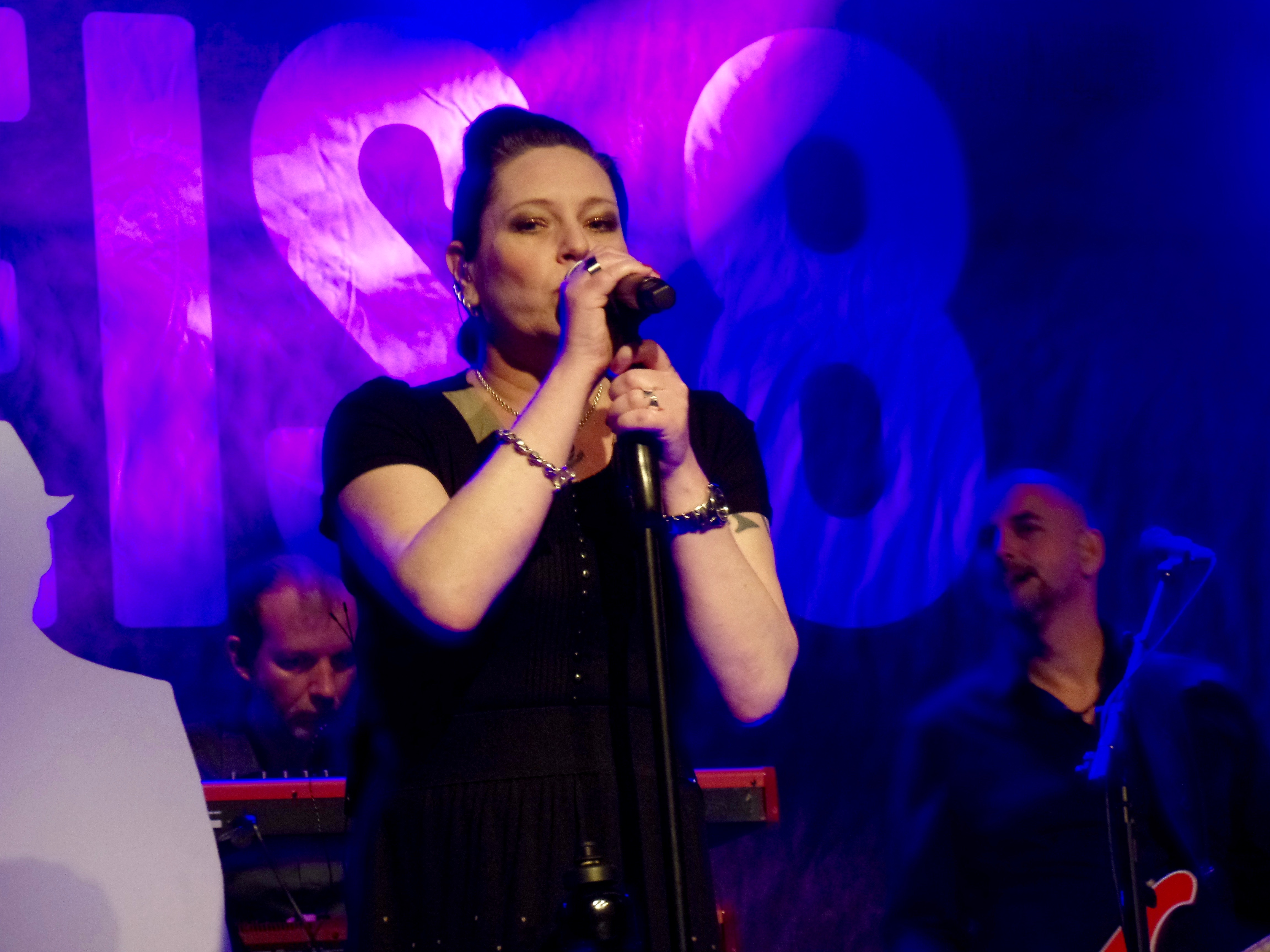
AnNa R. – Gleis 8 (2016)

Endlich ist das zweite Studioalbum der Popband Gleis 8 um die ehemalige Rosenstolz-Sängerin AnNa R. Es wurde am 12. Februar 2016 veröffentlicht.

## Hintergrund
Nach dem Debütalbum Bleibt das immer so und einer Wartezeit von rund zwei Jahren erschien Endlich im Februar 2016. Die Arbeiten am zweiten Album waren zwischenzeitlich gestoppt worden, da zwei Bandmitglieder, Lorenz Allacher und Manne Uhlig, an Krebs erkrankt waren. Im Oktober 2014 erlag Lorenz Allacher seiner Krankheit. Musikalisch knüpfen Gleis 8 an ihr Debütalbum Bleibt das immer so an.
Um die Wartezeit zwischen zuerst geplantem Veröffentlichungstermin im September 2015 und der endgültigen Veröffentlichung im Februar 2016 zu verkürzen, kündigte die Band besondere Aktionen an. So wurden an den Adventssonntagen und an Heiligabend 2015 Trotzdem, Herz aus, Engel, Lass mal probieren  und Dunkelrot vorab bei YouTube veröffentlicht. Ab Januar 2016 veröffentlichte Gleis 8 in regelmäßigen Abständen bis zum Erscheinen des Albums Auszüge des Albums als Albumplayer auf YouTube. Am 22. Januar wurde die zweite Single Trotzdem mit einem Video veröffentlicht.
Neben selbst komponierten Liedern findet sich auch eine Coverversion des Rammstein-Liedes Engel auf dem Album. Auf der Limited Edition des Albums befinden sich drei Bonustracks, darunter ein Duett sowie fünf Akustikversionen, die teilweise nicht nur von Sängerin AnNa R., sondern auch von Schlagzeuger Manne Uhlig gesungen werden.

## Titelliste

### CD
| #   | Titel              | Länge |
| --- | ------------------ | ----- |
| 1.  | Alles auf Anfang   | 3:13  |
| 2.  | Du bebst           | 3:39  |
| 3.  | Trotzdem           | 3:29  |
| 4.  | Herz aus           | 3:46  |
| 5.  | Dunkelrot          | 3:26  |
| 6.  | Vorbei             | 3:37  |
| 7.  | Kein Zuhaus        | 3:25  |
| 8.  | Du lachst mich aus | 4:13  |
| 9.  | Engel              | 3:48  |
| 10. | Wach auf           | 4:44  |
| 11. | Schreien           | 3:56  |
| 12. | Lied zum Schluss   | 4:20  |